# Malacomeles denticulata
Malacomeles denticulata är en rosväxtart som först beskrevs av Carl Sigismund Kunth, och fick sitt nu gällande namn av George Neville Jones. Malacomeles denticulata ingår i släktet Malacomeles och familjen rosväxter. Inga underarter finns listade i Catalogue of Life.